# Luggtäckvävare
Luggtäckvävare (Leptothrix hardyi) är en spindelart som först beskrevs av John Blackwall 1850.  Luggtäckvävare ingår i släktet Leptothrix och familjen täckvävarspindlar. Arten är reproducerande i Sverige. Inga underarter finns listade i Catalogue of Life.